# Havo Molisale
Havo Molisale (9 de junho de 1962 – 23 de fevereiro de 2016) foi um político vanuatuano. Molisale foi eleito pela primeira vez para o Parlamento de Vanuatu em 2008 a partir do Constituinte de Malo/Aore na província de Sanma. Ele ganhou a reeleição para o parlamento nas 2012 e janeiro de 2016 eleições gerais. Ele era um membro dp partido político de Nagriamel.
Molisale foi um nativo da Ilha Malo na província de Sanma.
Ele foi nomeado Ministro da Agricultura, Pescas, Ambiente e Quarentena no dia 22 de setembro de 2008, no governo do primeiro-ministro Edward Natapei. Em novembro de 2015, ele foi nomeado agindo Ministro do Exterior de Vanuatu dentro do governo do primeiro-ministro Sato Kilman, cargo que ocupou a partir de novembro de 2015 a fevereiro de 2016.
Mais recentemente, Molisale ganhou a reeleição para um terceiro mandato no parlamento nas eleições gerais no dia 22 de janeiro de 2016. Ele derrotou Uri Warawara do Partido Agrária e Justiça (GJP), que ficou em segundo lugar. Molisale foi um dos três membros da Nagriamel parte a ser eleito para o parlamento em 2016.
Havo Molisale foi eleito Segundo Vice-Presidente do parlamento no dia 11 de fevereiro de 2016. Mais tarde, em fevereiro, Molisale retornou à sua ilha natal de Malo para sediar uma festa para agradecer os eleitores para o re-elegendo-o ao parlamento em 2016. ele morreu inesperadamente em Malo na terça-feira, 23 de fevereiro de 2016.